# Križine
Križine (italsky Crisine) je malá vesnice a přímořské letovisko v Chorvatsku v Istrijské župě, spadající pod opčinu města Umag. Nachází se asi 4 km jihovýchodně od Umagu. V roce 2011 zde žilo 194 stálých obyvatel, což je pokles oproti roku 2001, kdy zde žilo 200 obyvatel v 71 domech.
Sousedními vesnicemi jsou Čepljani, Đuba a Lovrečica.